# Eleutherodactylus atkinsi
Espèce
Synonymes
- Eleutherodactylus atkinsi orientalis Barbour & Shreve, 1937

Statut de conservation UICN

 LC  : Préoccupation mineure
Eleutherodactylus atkinsi est une espèce d'amphibiens de la famille des Eleutherodactylidae.

## Répartition
Cette espèce est endémique de Cuba. Elle se rencontre du niveau de la mer jusqu'à 1 212 m d'altitude.

## Description

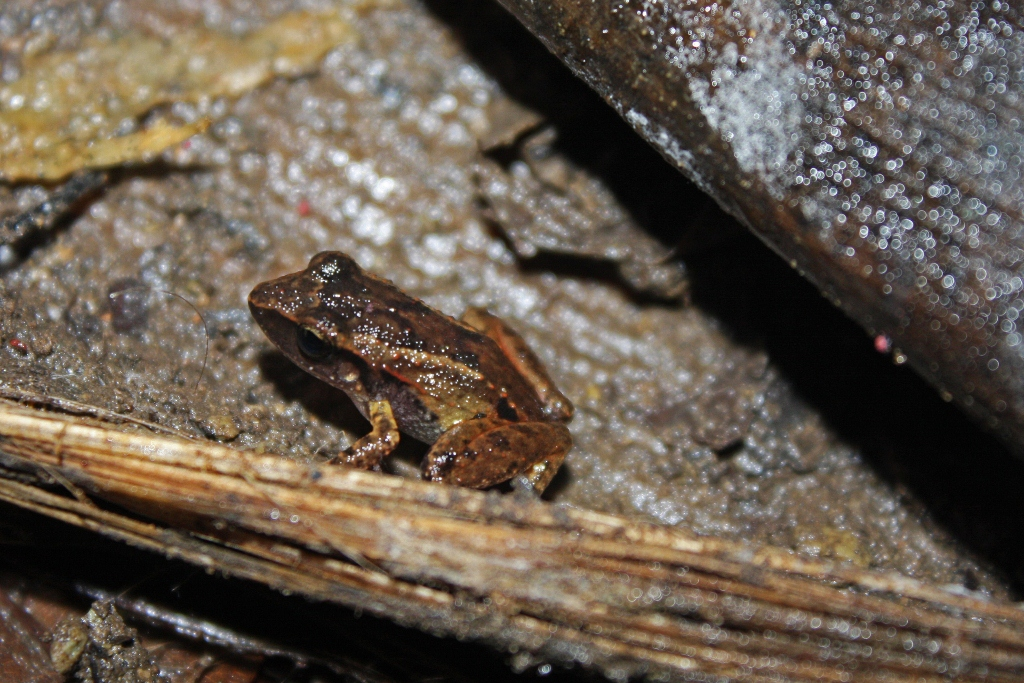
Eleutherodactylus atkinsi

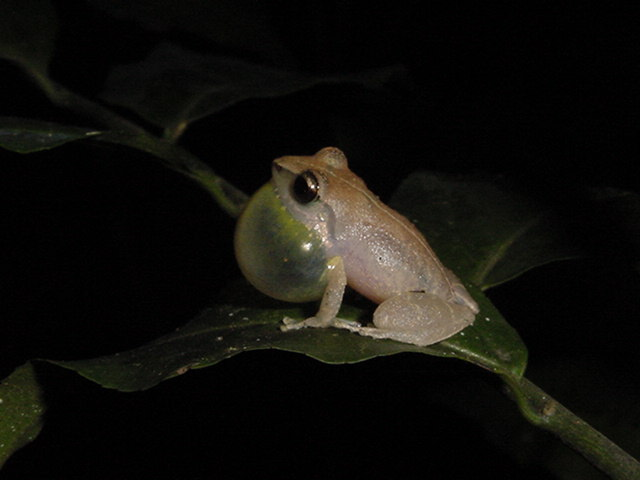
Eleutherodactylus atkinsi

Les femelles mesurent jusqu'à 43 mm.

## Liste des sous-espèces
Selon Schwartz & Henderson, 1991 deux sous-espèces peuvent être reconnues :
- Eleutherodactylus atkinsi atkinsi Dunn, 1925
- Eleutherodactylus atkinsi estradai Lynch, 1991

## Étymologie
Cette espèce est nommée en l'honneur d'Edwin F. Atkins et la sous-espèce en l'honneur d'Alberto R. Estrada.

## Taxinomie
Eleutherodactylus atkinsi orientalis étant préoccupé par Eleutherodactylus orientalis le nom de remplacement Eleutherodactylus atkinsi estradai a été proposé par Lynch en 1991.

## Publications originales
- Dunn, 1925 : New frogs from Cuba. Occasional Papers of the Boston Society for Natural History, vol. 5, p. 163-166 (texte intégral).
- Lynch, 1991 : Three replacement names for preoccupied names in the genus Eleutherodactylus (Amphibia: Leptodactylidae). Copeia, vol. 1991, no 4, p. 1138-1139.